# ماري كيتاني
ماري جيبكوسجي كيتاني (بالإنجليزية: Mary Jepkosgei Keitany)‏‏ (18 يناير 1982) هي عداءة كينية متخصصة بالمسافات البعيدة، فازت بماراثون نيويورك لثلاث مرات على التوالي منذ عام 2012 حتى سنة 2016.

## روابط خارجية
- ماري كيتاني على موقع الاتحاد الدولي لألعاب القوى (الإنجليزية)
- ماري كيتاني على موقع اللجنة الأولمبية الدولية (الإنجليزية)
- ماري كيتاني على موقع أوليمبيديا (الإنجليزية)